# Стадион Кампос де спортс де Њуња
Стадион Кампос де спортс де Њуња (шп. Campos de Sports de Ñuñoa), је био стадион у Сантијаго де Чилеу, Чиле. Изграђен је и кориштен за Првенство Јужне Америке у фудбалу 1926. године. Овај стадион са 27.000 места је користио ФК Депортиво Њуња и Фудбалска репрезентација Чилеа.

## Историјат стадиона
Земљиште за стадион је поклонио држави филантроп Хозе Доминго Канас, 1918. године. Првобитно је било намењено за рекреацију и одржавање манифестација добротворних друштава. Изградња спортског комплекса подразумевала је стварање терена за фудбал и тенис, игралишта и других мање важних објеката за рекреацију и функционисање терена.
Фудбалско игралиште овог спортског објекта имало је географску оријентацију исток-запад, супротно важећим прописима које је наметнула ФИФА.
Дана 30. августа 1927. године стадион је дат на услугу месном фудбалском клубу ФК Католички универзитетски спортски клуб за спортска такмичења ученика.
Јужноамеричко првенство у атлетици из 1920. (II) и за 1927. годину (V) одржано је на овом стадиону, у овом другом прврнство из 1927. настао је скандирани поклич Кечеи као подршка спортистима у Чилеу. X Јужноамерички куп у фудбалу 1926. Копа Америка—,
Клубови Коло Коло и Универзидад су 7. августа 1938. године одиграли званичну лигашку утакмицу, и сусрет ова два тима је постао чилеански класик. Стадион је исте године срушен и замењен са Стадион Насионал де Чиле, који се налази у близини сада срушеног стадиона.